# Балдугийн Шарав
Балдуги́йн Ша́рав (также Ма́рзан Ша́рав; монг. Балдуугийн Шарав; 1866—1939) — монгольский художник, портретист, мастер агитационного плаката и иллюстратор, основоположник современного монгольского изобразительного искусства.

## Биография

### Ранние годы и образование
Шарав родился в 1869 году в Дзасагту-ханском хошуне Дзасагту-ханского аймака Внешней Монголии (ныне сомон Тайшир аймака Говь-Алтай) в местности, называемой «зимовье Белого перевала» (монг. Цагаан давааны өвөлжөө). Он был вторым из трёх сыновей одинокой матери Норжин, поэтому вместо отчество стал именоваться по деду по материнской линии — Балдугийн. Как ребёнок, прижитый от бродячего ламы, был отдан в хошунный монастырь Арын-хурэ, где стал хувараком и получил буддийское имя Лувсаншарав. В монастыре Шарав начал обучение буддийской иконографии, проявив замечательные способности к живописи (так, рассказывали, что он мог нарисовать икону-танка без предварительного линейного рисунка, а однажды изобразил бурхана на рисовом зерне). Прожив в Арын-хурэ 10 лет, в 1889 году Шарав покинул родину и пешком добрался до монгольской столицы Урги.

### Жизнь и работа в Урге

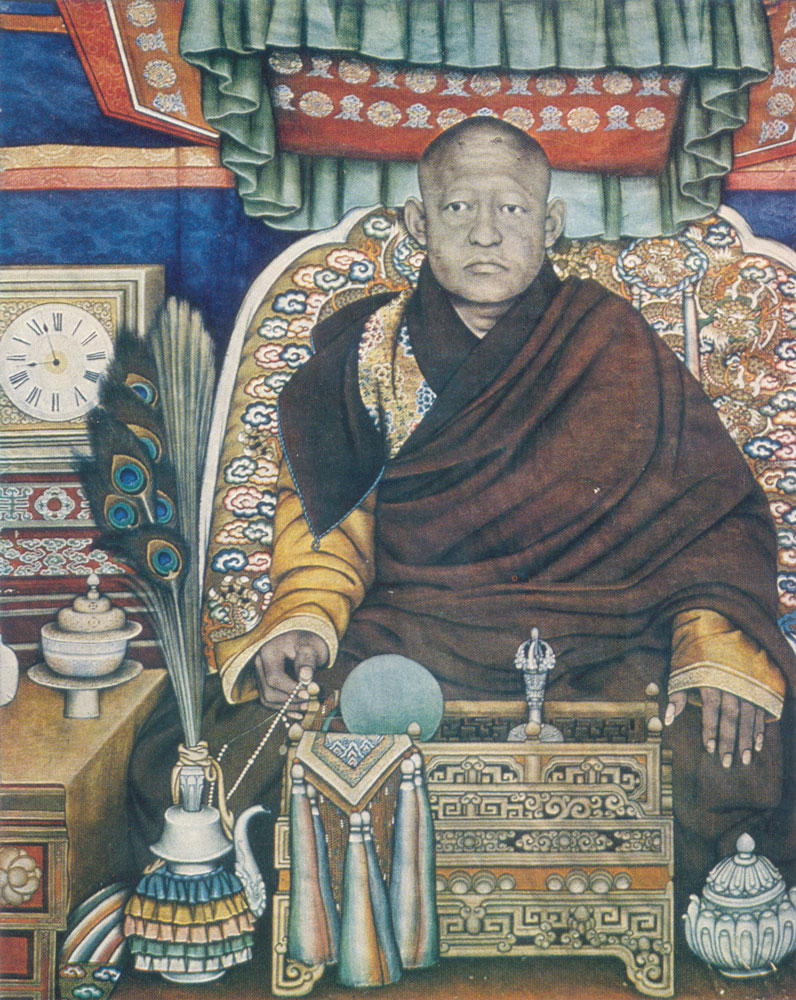
Портрет Богдо-гэгэна VIII

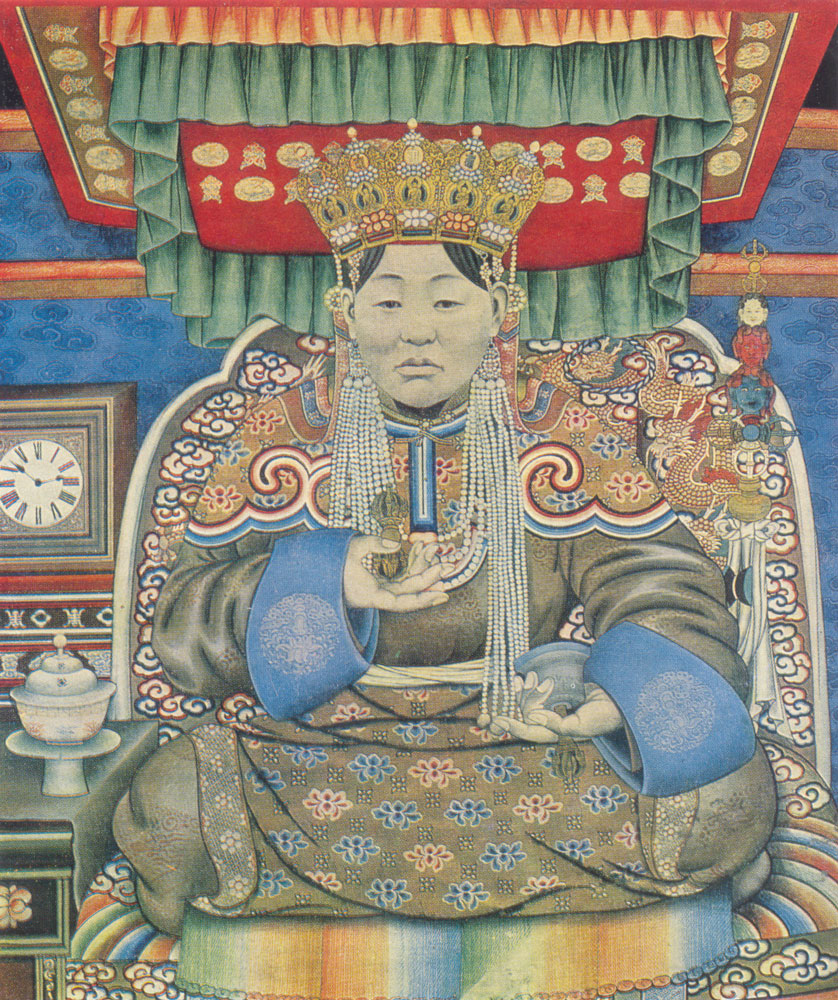
«Великая дакини Дондогдулам»

В Урге Шарав поселился в Бизья-аймаке, к которому был приписан его родной хошун, в кухонной юрте его настоятеля, дархан-цорджи Лувсандондова; затем в доме ламы Балдан-Хачина. Шарав продолжал своё художественное образование, попутно зарабатывая заказами на написание танка. Был завсегдатаем злачных заведений ургинского Маймачена; увлекался игрой в кости. Уже к концу XIX века Шарав создал собственную художественную мастерскую, которая участвовала в оформлении таких ургинских религиозных центров, как Гандантэгченлин, Зуун сумэ, а также вновь строившегося в 1904-1908 годах храма Чойжин-ламы, будущей резиденции брата Богдо-гэгэна и государственного оракула Монголии Лувсанхайдава. В течение двух последующих десятилетий эта мастерская эволюционировала в полноценную новую школу монгольской иконографии, одним из ярких представителей которой стал Д. Манибадар. К этому времени относится одна из знаменитых работ Шарава в традиционном стиле тибето-монгольской иконографии — «Зелёная Тара».
Постепенно Шарав приобрёл известность; в начале 1910-х годов создал ряд портретных работ высших лиц буддийской иерархии Монголии: выполнял заказы главы Шабинского ведомства Бадамдоржа, написал портрет Лувсандондова, а через него получил заказ на написание парадных портретов самого Богдо-гэгэна и его супруги Дондогдулам. В этих портретах, выполненных с фотографий в композиционном плане вполне в духе традиции, Шарав применяет и такое новшество, как светотень (монг. гэрэл зураг), а также добивается портретного сходства, что для буддийской иконографии не было обязательным требованием.
Параллельно с этим Шарав занимался и бытописательной живописью. В начале XX века им были созданы несколько масштабных панно, посвящённых повседневной жизни кочевников: «Дойка кобыл», «Один день в Монголии». Первая из них представляет собой изображение обрядов народного празднества кумыса во всей их последовательности, а вторая показывает обыденную жизнь монголов в её самых разнообразных аспектах. Согласно традиции, именно благодаря ей Шарав получил прозвище Марзан — «шутник»: Богдо-гэгэн, разглядывая полотно, заметил среди прочих изображённых на нём жанровых сценок пару любовников, к которым подкрадывается муж.

### Творчество после Народной революции
После Народной революции 1921—1924 годов Шарав оказался активным сторонником МНРП, написал портреты Сухэ-Батора и Цэрэндоржа; несколько раз изображал В. И. Ленина (плакат «Лампочка Ильича», а также непосредственно портрет Ленина, который был позднее выбран Сухэ-Батором для своего кабинета).
Шарав был создателем монгольского агитационного плаката. Первый плакат Шарава — «Прочная и непрочная юрта». Непрочная юрта олицетворяла обанкротившееся автономное правительство Богдо-гэгэна, а прочная — новое, народное правительство МНРП. По его рисункам были созданы первые монгольские почтовые марки и первые денежные знаки новой Монголии. В плакатах широко развернулось также и сатирическое дарование художника, в них он высмеивал феодалов и лам.
Шарав пробовал себя и в качестве художника-иллюстратора; так, он создал ряд иллюстраций для монгольского издания романа Даниэля Дефо «Робинзон Крузо»

## Интересные факты
- Хотя имя Шарав — это монгольская транскрипция тибетского религиозного имени Шераб (тиб. ཤེས་རབ, Вайли shes rab — мудрость), в русскоязычной литературе о Шараве иногда встречается утверждение, что его имя происходит от монг. шар, то есть «жёлтый, рыжий».